# Lefkóniko
Lefkóniko (grec moderne : Λευκόνοικο ; turc : Lefkonuk ou Geçitkale est une commune située dans la plaine de la Mésorée à Chypre. Elle est de facto sous le contrôle de la partie Nord de Chypre. 
Une base aérienne de la Force Aérienne turque est implantée près de Lefkóniko.

## Histoire
En 1909, la première coopérative de Chypre est fondée à Lefkóniko et, en 1939, la municipalité de Lefkóniko est établie. C'est une localité connue pour sa dentelle.
En 1955, s'y déroulent des manifestations anti-britanniques.
Avant 1960, la commune est habitée à la fois par des chypriotes grecs et  turcs. Cette deuxième communauté est en minorité et la plupart de ces familles quittent cette cité dans la deuxième partie des années 1950.  En 1974, les chypriotes grecs doivent à leur tour quitter rapidement la commune vers le sud de l'île au cours de l'invasion turque. La localité est  repeuplée par des chypriotes turcs venant de Kofinou et d'Artemi. 

## Démographie
En 1960, Lefkóniko a une population de 2 358 habitants. C'est la 8e commune la plus peuplée dans le district de Famagouste et la 32e dans l'ensemble de l'île. À partir de 2011, sa population est de 1 253 habitants.

## Personnalités
C'est le lieu de naissance du poète Vasilis Michaelides (en) (1853-1917), et de l'homme politique et ministre Dimítris Iliádis.

## Ville jumelée
Lefkóniko est jumelée avec:
- Yalova, Turquie